# 村上奈津實
村上奈津實（日语：／ Murakami Natsumi，1995年9月7日—）是日本的女性聲優，東京都出身。YU-RIN PRO所屬。

## 人物
在國中二年級英語課的朗讀劇《愛麗絲夢遊仙境》中飾演主角愛麗絲時，被同學稱讚「愛麗絲的聲音很可愛」，並開始對聲優這個工作抱持興趣。
初次在電視動畫演出的角色為《偶像學園STARS！》的早乙女亞子。

## 演出作品
※粗體字為主要角色。

### 電視動畫
2016年
- 偶像學園STARS！（早乙女亞子[6]）

2017年
- 烏菈菈迷路帖（遊客）
- 南鎌倉高校女子自行車社（水野惠）

2018年
- 龍族拼圖（太一）

2019年
- 偶像學園 on Parade！（早乙女亞子）

2020年
- 夢夢貓（日向夢[7]）
- 神之塔（海克斯）
- Love Live! 虹咲學園學園偶像同好會（宮下愛[8]）

2021年
- 夢夢貓 Mix！（日向夢）
- 戰鬥員派遣中！（蘿絲）

2022年
- SLOW LOOP-女孩的釣魚慢活-（福元二葉）
- Love Live! 虹咲學園學園偶像同好會 第2季（宮下愛）
- 4個人各自有著自己的秘密（千代[9]）

2023年
- 虹咲四格 動畫版（宮下愛[10]）

2024年
- 虹咲四格 動畫版 2（宮下愛[11]）
- 這個世界漏洞百出（奈美子[12]）

2025年
- 你和偶像 光之美少女♪（東中美琴）
- 完美到難以接近的聖女遭到解除婚約後被賣到鄰國（[13]）

### OVA
2023年
- Love Live! 虹咲學園學園偶像同好會 NEXT SKY（宮下愛[14]）

### 劇場版動畫
2016年
- 劇場版偶像學園STARS！（早乙女亞子）

2024年
- Love Live! 虹咲學園學園偶像同好會 完結篇 第1章（宮下愛[15]）

2025年
- Love Live! 虹咲學園學園偶像同好會 完結篇 第2章（宮下愛[16]）

### 遊戲
2015年
- 我家公主最可愛（星歌姬莉莉·拉普莉亞）
- 妖怪百姬（五德貓、山彥、嗚汪、靈龜[17]、猿飛佐助[18]、奪衣婆[19]）

2016年
- 偶像學園STARS！初次魅惑（早乙女亞子）
- 偶像學園STARS！我的特殊效果（早乙女亞子）
- 偶像學園！Photo on stage（早乙女亞子）
- 問答RPG 魔法使與黑貓維茲（沃布林格·蜜莉、〈華服夢魘〉蜜莉之夢[20]）
- 萬千回憶（闇討的暗殺者伊爾米娜、剔爪的龍喰士米烏）
- 編隊少女（安潔拉·巴特爾、艾娃·尼奇特瓦）

2017年
- 感染×少女（新籾千種）
- 白貓Project（彩夢）
- 白貓Tennis（彩夢[21]）
- 交鋒聯盟（扇小路舞子[22]）
- 怪物彈珠（猶大[23]、紫翠玉）

2018年
- 黑之騎士團～騎士編年史～（亞絲娜）

2019年
- Love Live! 學園偶像祭 ALL STARS（宮下愛[24]）

2022年
- Dreamin' Her -我夢見了她。-（七瀨未來、架子）

2025年
- 絕區零（爱丽丝·泰姆菲尔德（已退出該角色的配音）〈初代〉）
- 勝利女神：妮姬 (阿爾卡娜)

### 廣播劇CD
2017年
- 劇場版偶像學園STARS！原創廣播劇CD（早乙女亞子）
- 休想看見我流淚（直美[25]）

2018年
- 電視動畫／DATA CARDDASS「偶像學園！」&「偶像學園STARS！」特別版廣播劇CD（早乙女亞子）

### 廣播
- 聲優忍者GEISHA～S（2017年－、NICONICO直播）- 聲優忍者1號（記者）[26]

## 外部連結
- 事務所官方簡歷 （页面存档备份，存于）（日語）
- 村上奈津實的X（前Twitter）（日語）